# Schaesberg (Adelsgeschlecht)

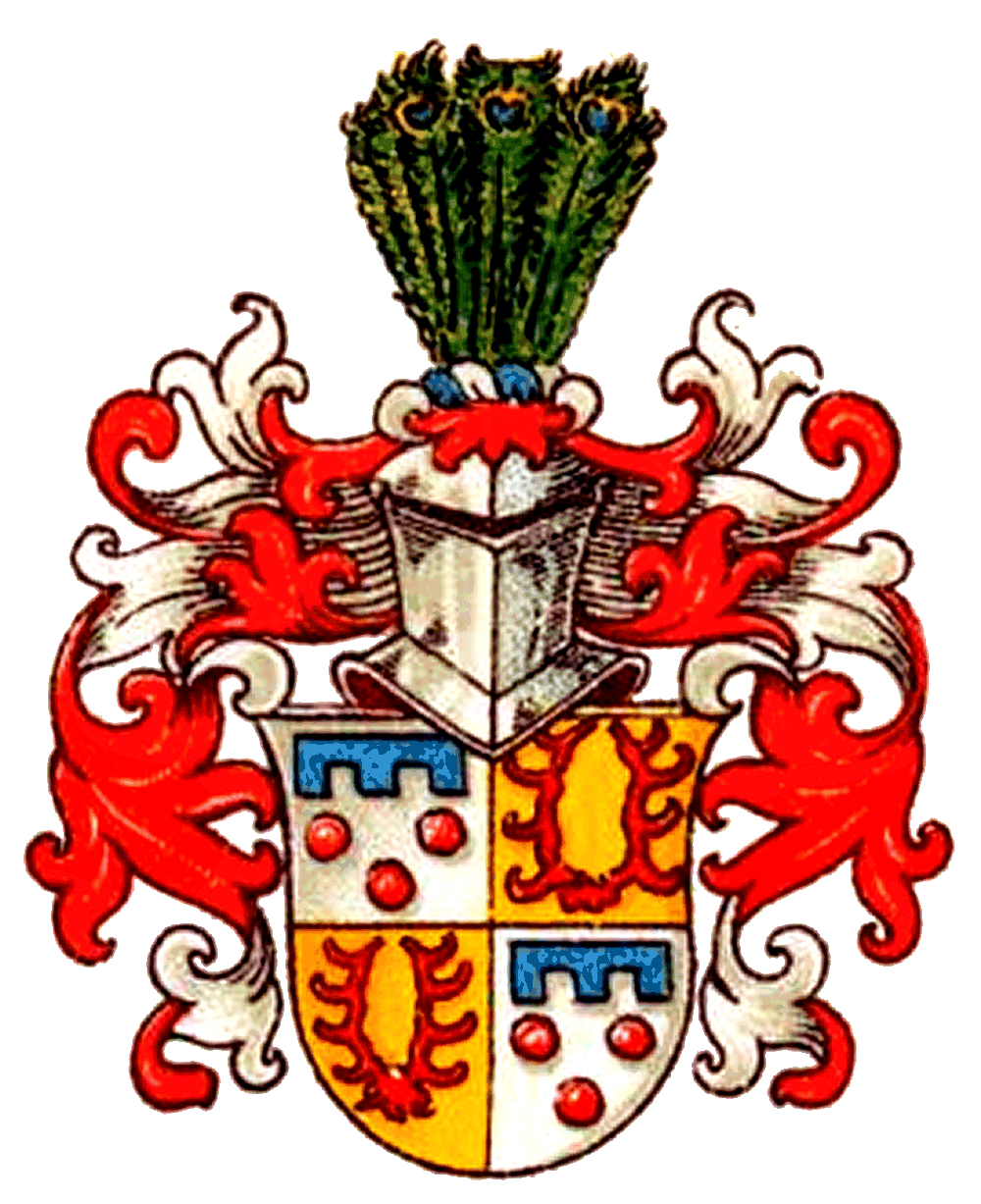
Wappen der Herren und Grafen von Schaesberg (seit 1510)

Schaesberg ist der Name eines niederrheinischen Adelsgeschlechts, das dem limburgischen Uradel entstammt und 1706 von Kaiser Joseph I. in den Reichsgrafenstand erhoben wurde. 1712 wurde sein Besitz, die Herrschaft Kerpen und Lommersum, zur reichsunmittelbaren Grafschaft erhoben, und das Geschlecht deshalb 1715 in das Westfälische Grafenkollegium eingeführt. Es zählt damit zum Hochadel.

## Geschichte

### Herren von Schaesberg

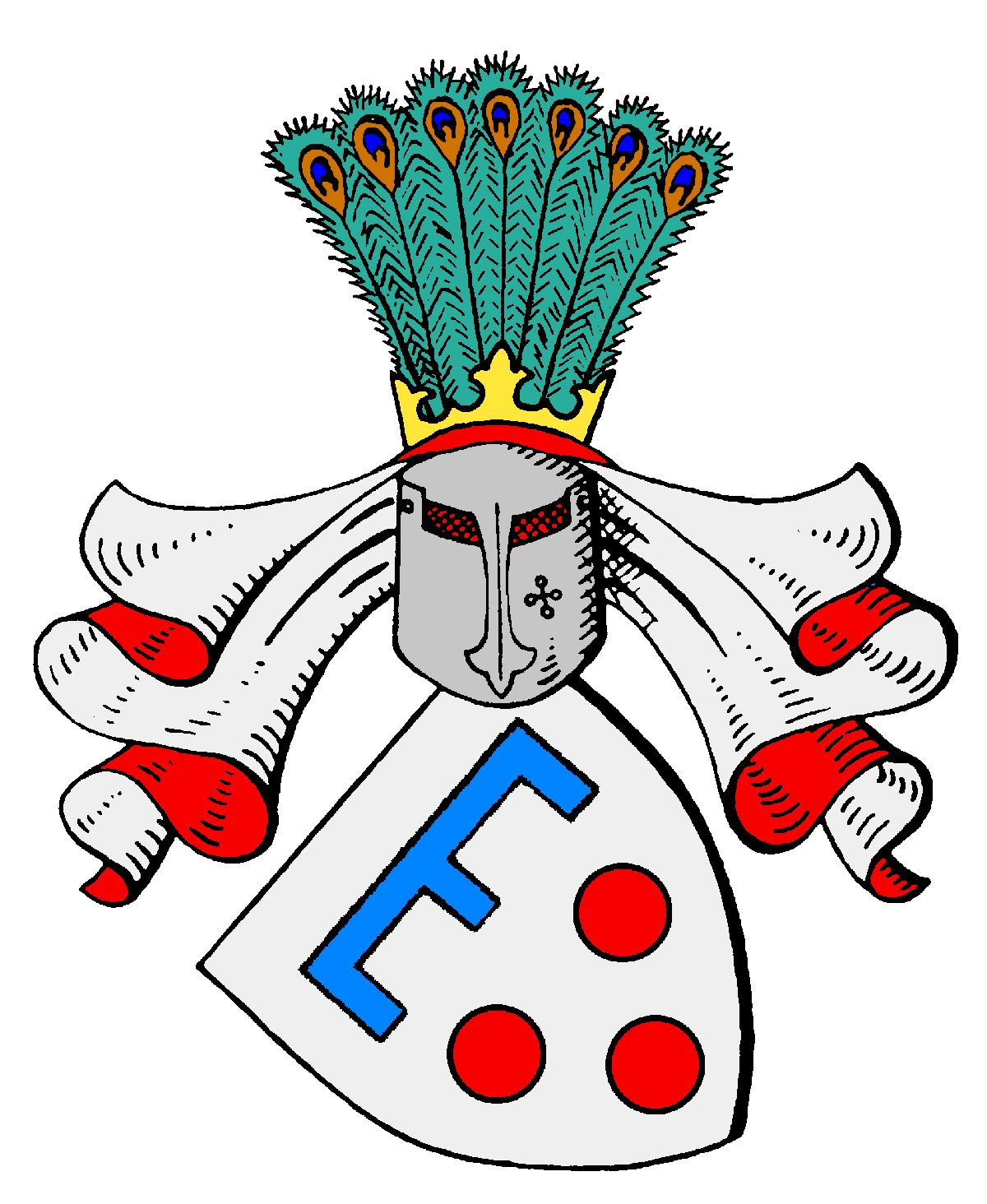
Stammwappen der ursprünglichen von Schaesberg

Das ursprüngliche, edelfreie Geschlecht von Schaesberg (Scoesberch, Schoitzberg, Schaefsberg) wurde erstmals 1239 erwähnt und leitete sich vom Geschlecht von Haesdal ab, wie auch die von Schönforst ähnlichen Wappens. Die von Haesdal stammten von Heinrich von Wassenberg (1151–1214) ab, einem Sohn des Herzogs Heinrich III. von Limburg. Heinrich von Wassenbergs Sohn Goswin von Wassenberg (ca. 1194 bis 1264) wurde 1217 Herr von Haasdal (bei Schimmert in der heutigen Gemeinde Beekdaelen der niederländischen Provinz Limburg); sein vierter Sohn Alard von Haesdal († 1265) hatte einen jüngeren Sohn Hendrik (ca. 1223 – vor 1265), der Herr zu Schaesberg und Gronsveld wurde. Sein älterer Sohn war Gerhard I. von Schaesberg (* ca. 1237), dessen Söhne waren Heinrich, Johann und Alard von Schaesberg, während Gerhards jüngerer Bruder Johann (* ca. 1250 – † 1326) die späteren Grafen von Gronsveld begründete. Die Herren von Schaesberg starben um 1410 aus, ihre Herrschaft erbten die Herren von Retersbeck.

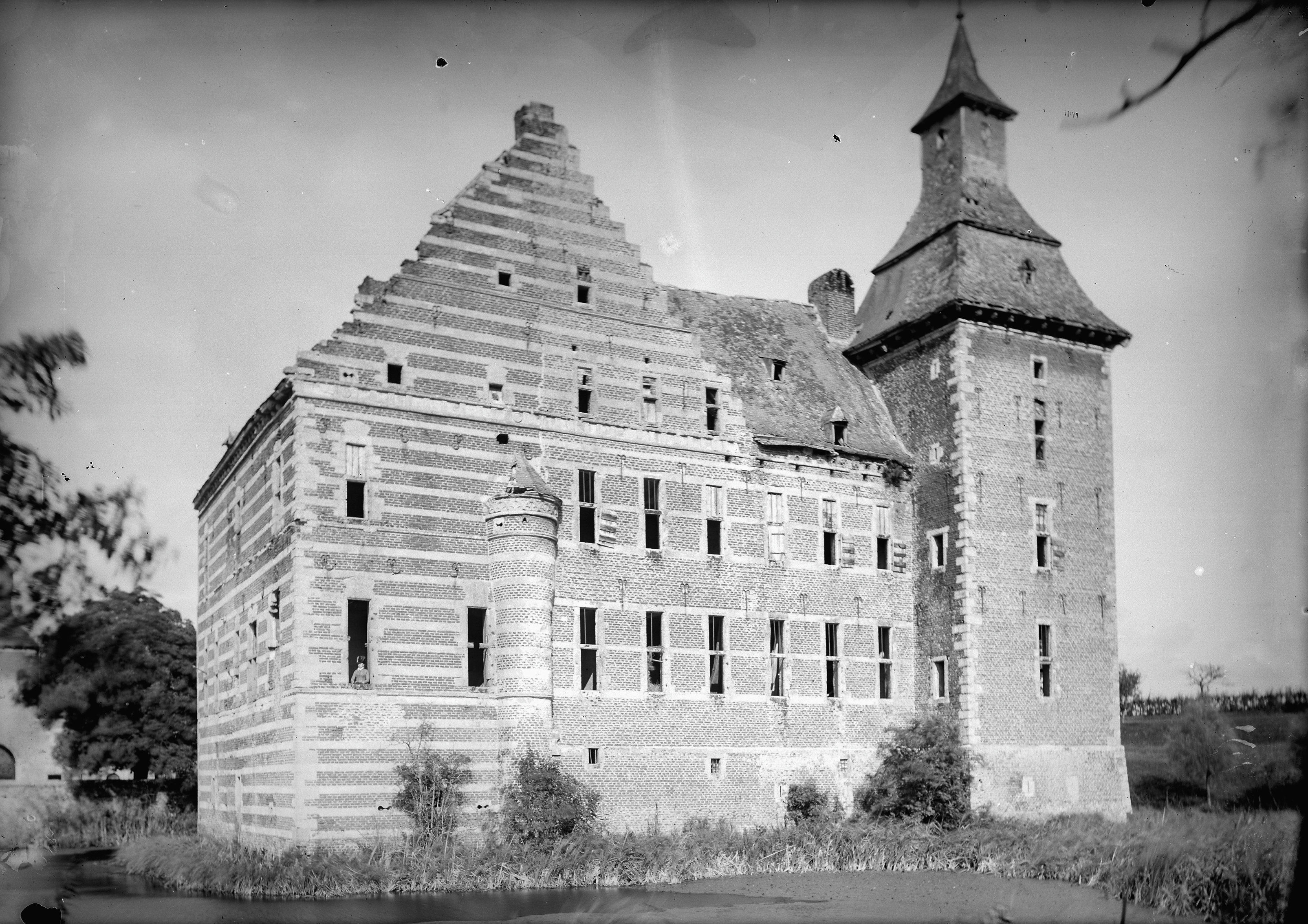
Schloss Schaesberg, Niederlande
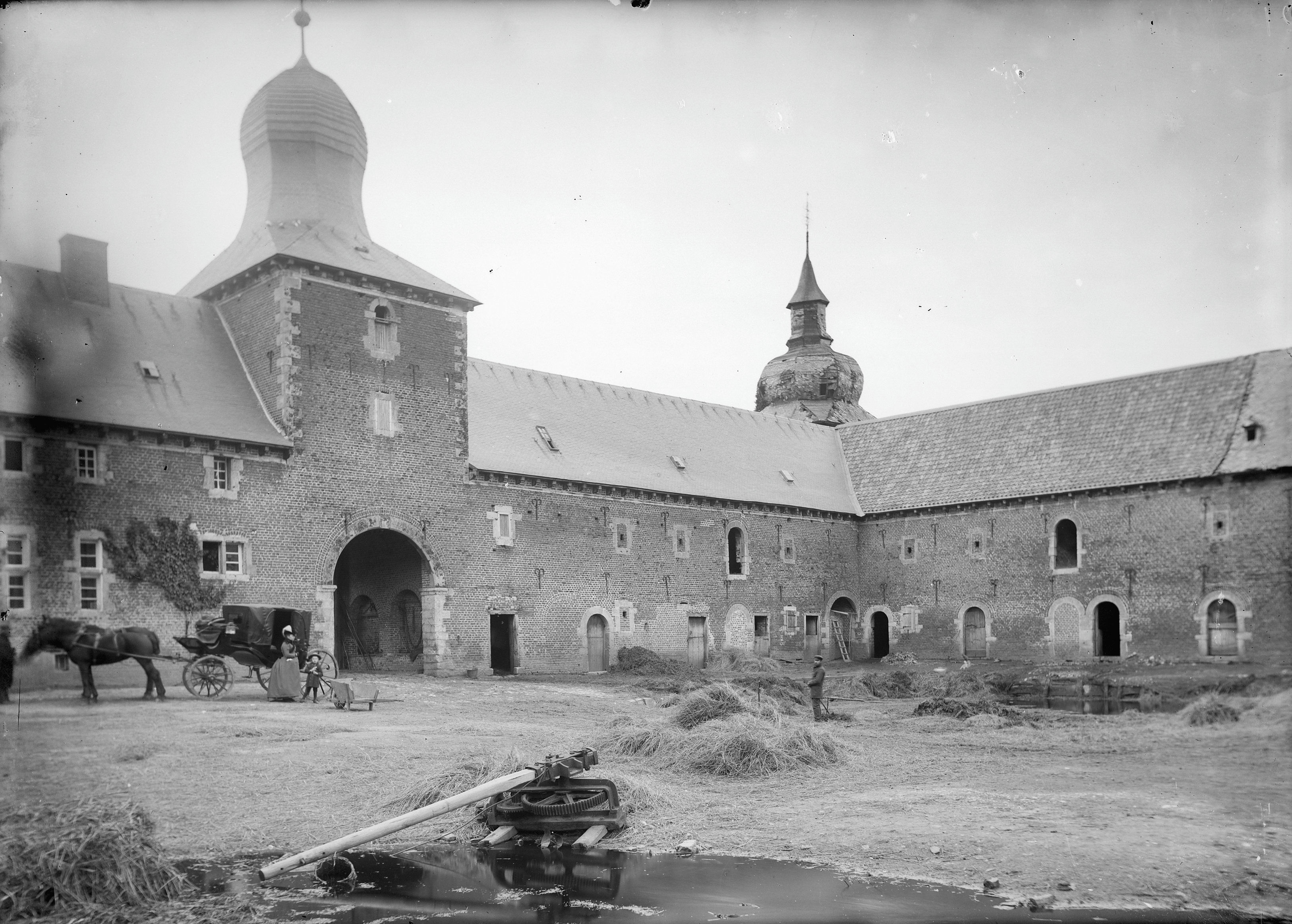
Hof und Vorburg
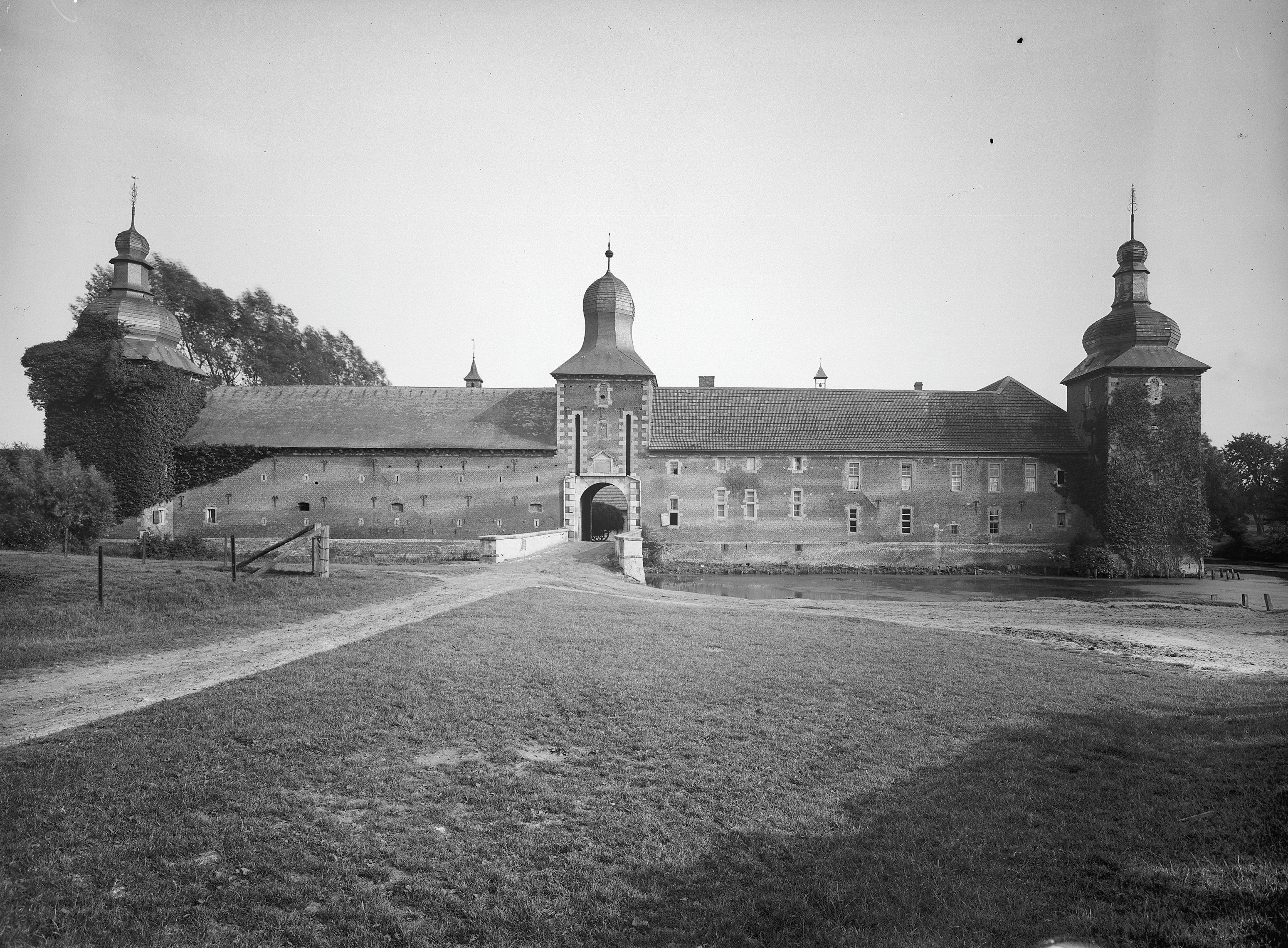
Zugang zur Vorburg

### Grafen von Schaesberg (des Stammes von Retersbeck)

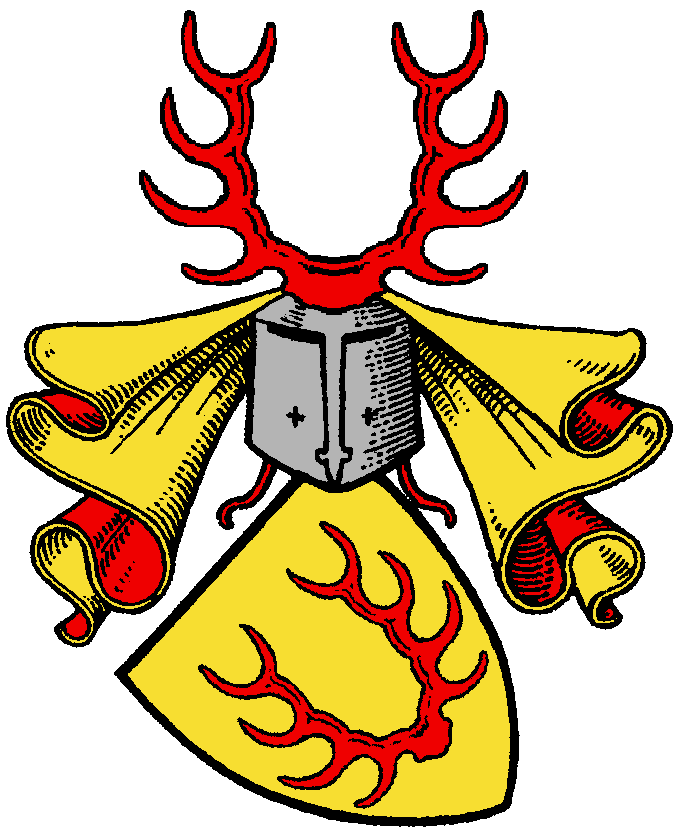
Ursprüngliches Stammwappen derer von Retersbeck (Reitersbach), nachmals genannt von Schaesberg

Das spätere Adelshaus Schaesberg entstammt dem ritterbürtigen Geschlecht von Retersbeck (auch: Reitersbach), heute Retersbeek, ein Ortsteil von Voerendaal. Wenemar de Retersbeke trat 1290 in den Militärdienst der Stadt Köln. Sein Bruder Johann quittierte der Stadt 1291 über empfangenen Sold. Das Geschlecht erscheint dann am 8. Oktober 1334 mit dem Knappen Gerrit von Retersbeck. 1335 wird Walram van Retersbeek vom Grafen von Geldern mit Retersbeek belehnt. Die Stammreihe beginnt um 1381 mit Wilhelm von Retersbeck genannt von Kaldenborn.

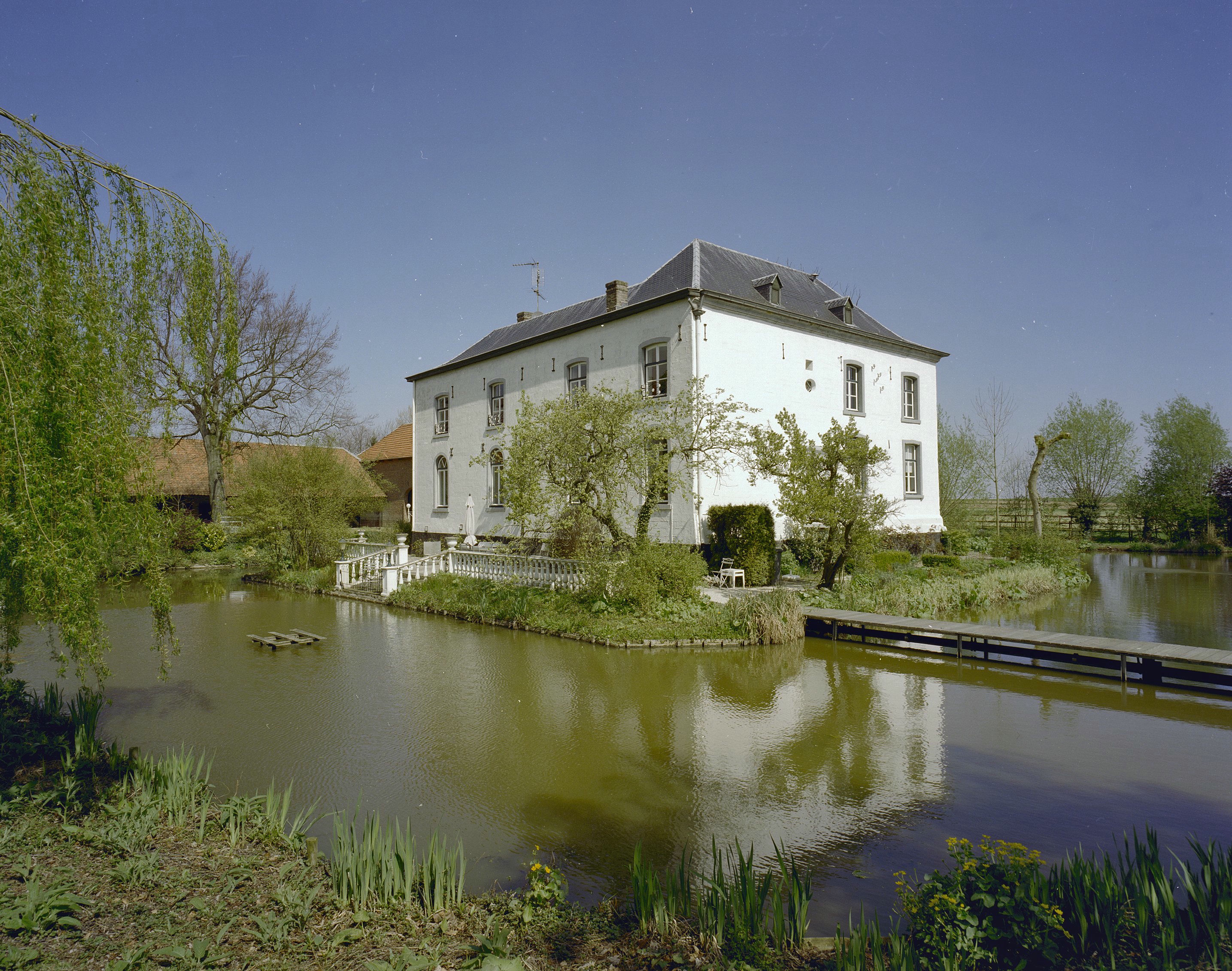
Huize Retersbeek, Niederlande

Wilhelm II. von Retersbeck († vor dem 8. März 1427) erhielt am 1. Juni 1406 die Erlaubnis des Aachener Magistrats, Wasser aus dem Laufbrunnen am Fischmarkt zu sich zu leiten. Er trat 1405–1425 urkundlich auf und führte ab etwa 1410 den Namen „von Retersbeck genannt von Schaesberg“ (van Retersbeke, anders genoemd van Schoetsberch bzw. van Rietersbeck, genannt van Schaisberch). 1415 besiegelte er die Landesvereinigung der Herzogtümer Brabant, Limburg und Luxemburg unter Herzog Anton. Der Name Retersbeck trat allmählich ganz in den Hintergrund – an ihn erinnert nur noch das Hirschgeweih im vereinigten Wappenschild. Grund für die Namensänderung war der umfangreiche Schaesberg’sche Besitz, der durch Erbschaft an die Retersbeck gekommen war, denn Wilhelms Schwester Gertrud war mit Konrad II. von Schaesberg und mit Johann III. von Schaesberg verheiratet, doch beide Ehen blieben kinderlos, so dass Wilhelm die Herrschaft Schaesberg von seinen Schwägern erbte. Weitere Linien derer von Retersbeck nahmen andere Beinamen an, wie genannt van Nutte, Nüth oder Laar.
Wilhelms Nachfahre Johan von Schaesberg baute um 1570 die Burg Schaesberg zu einem Wasserschloss im Renaissancestil um. Sein Sohn Frederik († 1619) war einer der reichsten Edelleute im damaligen Heerlen. Seine Verdienste für die spanische Krone bzw. das Haus Habsburg dankte Philipp II. von Spanien, indem er ihm die freie Verfügung über sein Land und seine Güter überließ, die 1618 zu einer selbständigen erblichen Herrschaft Schaesberg wurden, die aus der Wasserburg sowie den später hinzugekommenen Höfen Kackert, Leenhof, Scheyd und Palemig bestand. Seit etwa 1600 war der Besitz nicht mehr Brabantisches Lehen, sondern Allod. Frederiks Sohn Johan Frederik wurde Freiherr und konnte durch lukrative Ehen seine Besitzungen ausweiten. Er erweiterte das Schloss Schaesberg ca. 1650 um einen neuen Flügel, einen imposanten Eckturm sowie einen Gutshof. Die ab 1706 zu Reichsgrafen erhobenen von Schaesberg bewohnten die Wasserburg bis in das 18. Jahrhundert. Danach verfiel sie allmählich, wurde aber erst 1945 durch den niederländischen Staat als deutsches Feindvermögen entschädigungslos enteignet, weil die Grafen von Schaesberg seit dem Reichsdeputationshauptschluss ihren Hauptwohnsitz in Tannheim in Baden-Württemberg genommen hatten.

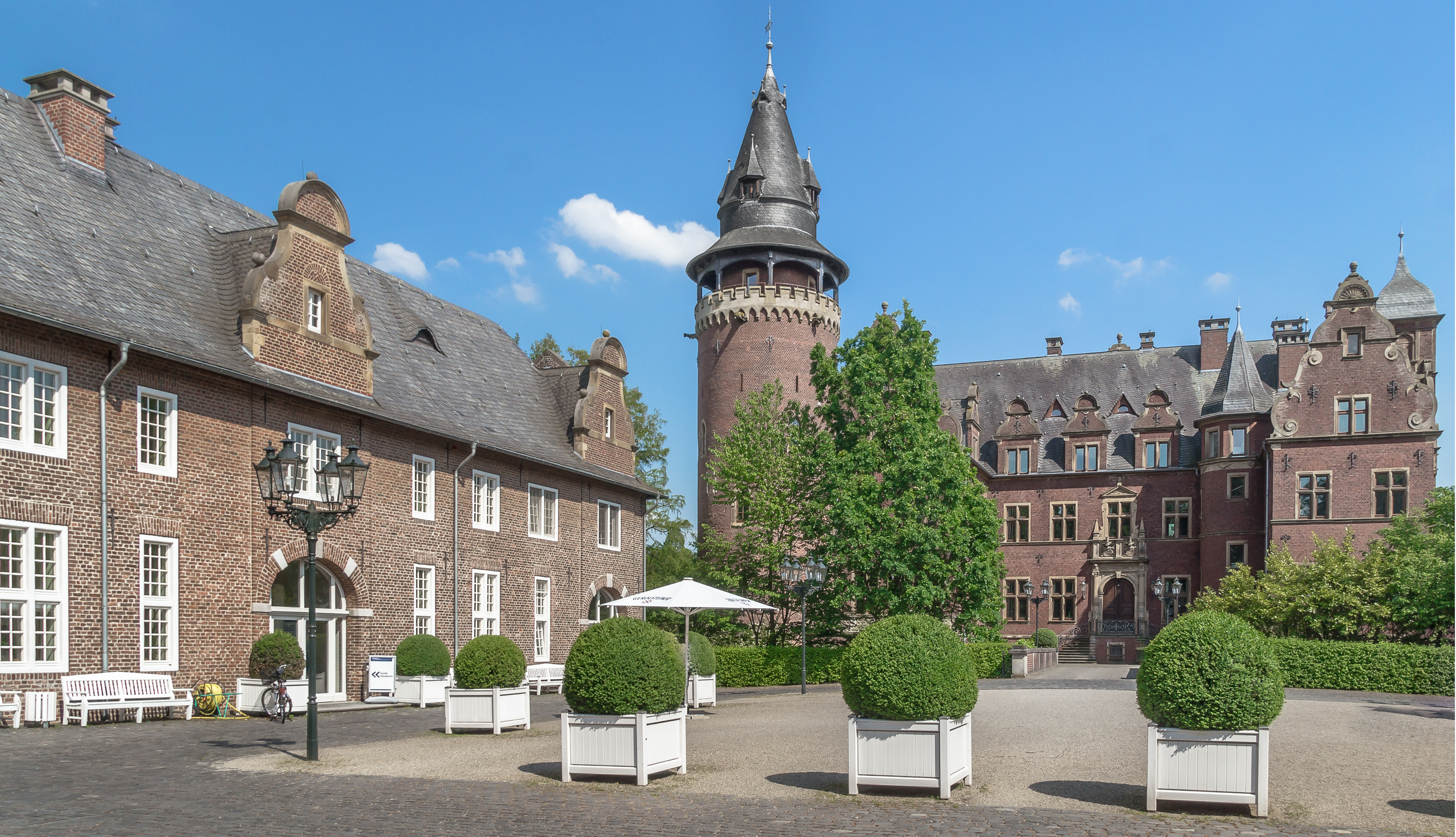
Schloss Krickenbeck

Johann Friedrich von Schaesberg (* 21. Dezember 1598; † 1671), seit 1637 Freiherr, war pfalzgräflich neuburgischer Kämmerer, Hofrat und Amtmann zu Brüggen und Landhofmeister des Herzogtums Jülich. Seine am 19. Februar 1623 mit Fernanda von Wachtendonck († 29. August 1644) geschlossene Ehe brachte das Schloss Krickenbeck in Nettetal an die von Schaesberg, einen alten Sitz zwischen Maas und Niers, der 1326 an Geldern gekommen war und der im 18. Jahrhundert zum Hauptwohnsitz der Schaesbergs wurde. Zu dem umfangreichen Besitz gehörten auch die historischen Adelssitze Haus Langenfeld in Wachtendonk-Wankum und Haus Bey.
Im Jahre 1710 wurden die Herrschaft Kerpen und Lommersum an das Herzogtum Jülich übertragen, welches in der Zwischenzeit an Pfalz-Neuburg gefallen war. Der Herzog Johann Wilhelm übertrug seinem Minister Graf Schaesberg die Herrschaften, die schon zwei Jahre später zur Reichsgrafschaft erhoben wurden. Die Reichsunmittelbarkeit, die 1786 erlangt wurde, dauerte allerdings nicht lange, denn schon 1795 wurde das Territorium von Frankreich besetzt. Von der ehemaligen Burg Kerpen existiert nur noch der Burghügel, denn der letzte Reichsgraf von Schaesberg zu Kerpen und Lommersum wollte anstelle der Burgruine ein Schloss errichten, kam aber wegen der französischen Besatzung nicht mehr dazu.

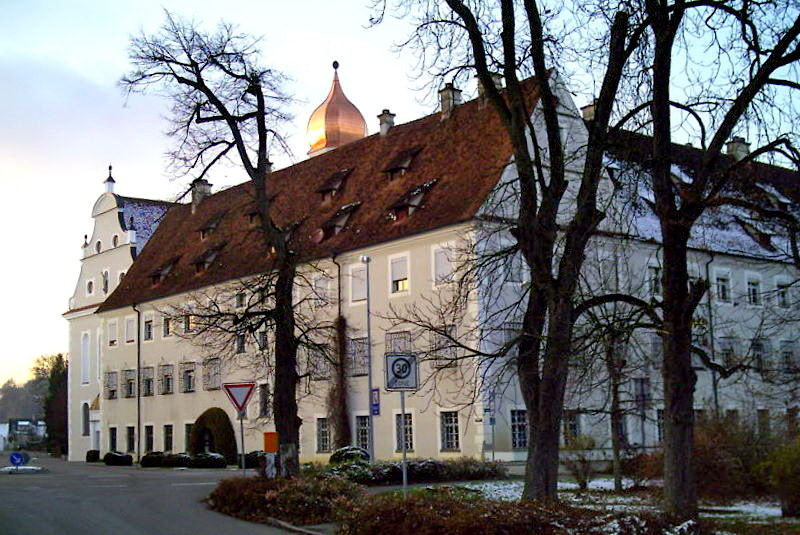
Ochsenhauser Pfleghof (Altes Schloss) in Tannheim

Für den Verlust der Reichsunmittelbarkeit aufgrund der Annexion des Ritterkantons Niederrhein durch französische Revolutionstruppen wurde dem Grafen Richard von Schaesberg 1803 auf dem Reichsdeputationshauptschluss die Herrschaft Tannheim in Oberschwaben übereignet, die bis dahin der nunmehr säkularisierten Benediktinerreichsabtei Ochsenhausen als Pflegamt gehört hatte. Im Zusammenhang mit der Bildung des Rheinbundes wurde die neue reichsunmittelbare Grafschaft jedoch bereits 1806 mediatisiert und kam als Standesherrschaft unter die Oberhoheit des Herzogtums Württemberg, genauso wie z. B. die schwäbische Reichsgrafschaft Isny, die 1803 als säkularisiertes Kirchengut den ebenfalls niederrheinischen Grafen von Quadt zugeteilt worden war. Der 1696–1698 erbaute Ochsenhauser Pfleghof, auch Altes Schloss genannt, ist seither bis heute der Hauptwohnsitz der Grafen von Schaesberg, die zugleich seit 1623 Grundbesitzer in Krickenbeck (mit Haus Bey) und seit 1697 auf Rittergut Schöller in Wuppertal sind.

### Wappen
Die Familie Retersbeck führte ursprünglich in Gold ein rotes Hirschgeweih, das sich auf dem Helm mit rot-goldenen Decken wiederholte. Die ursprünglichen von Schaesberg führten in silbernem Felde drei rote Kugeln und darüber einen blauen Turnierkragen. Das Wappen der Retersbeck gen. Schaesberg wurde später geviert und im ersten und vierten Feld vom Kugelwappen der Schaesberg ergänzt. Auf dem Helm mit rot-silbernen Decken steht ein natürlicher Pfauenschweif, der die Stammwappenhelmzier der ursprünglichen von Schaesberg war.

Wappen der Familie von Schaesberg
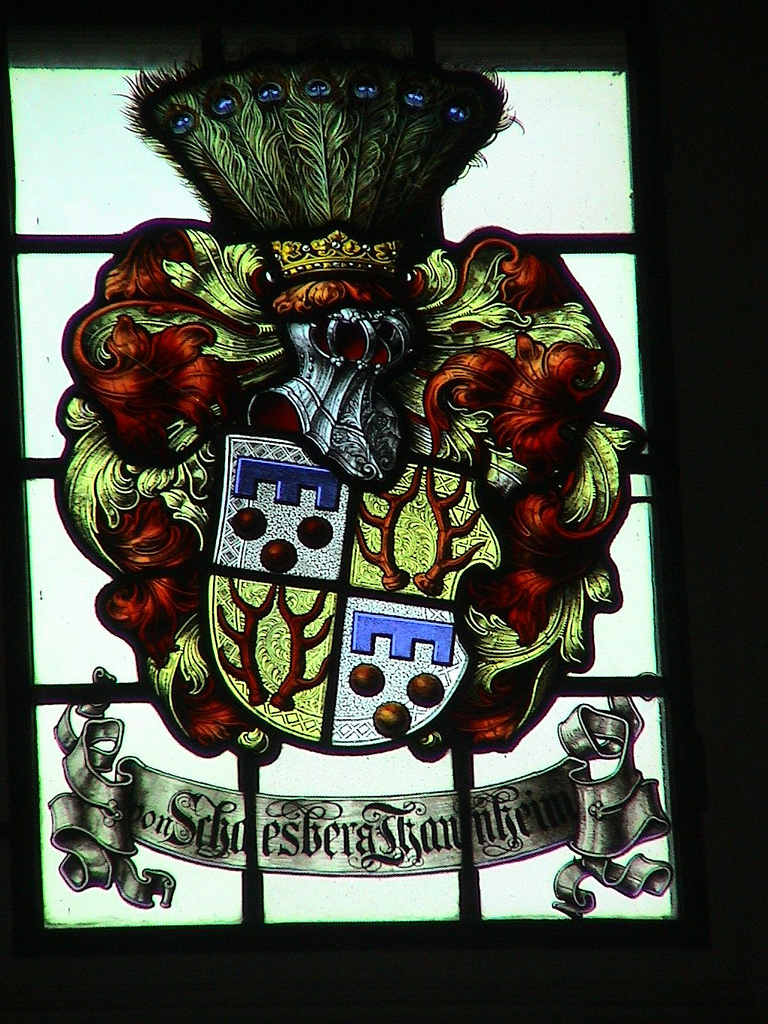
Fenster mit dem Familienwappen, Schloss Krickenbeck
Wappenschild seit 1510
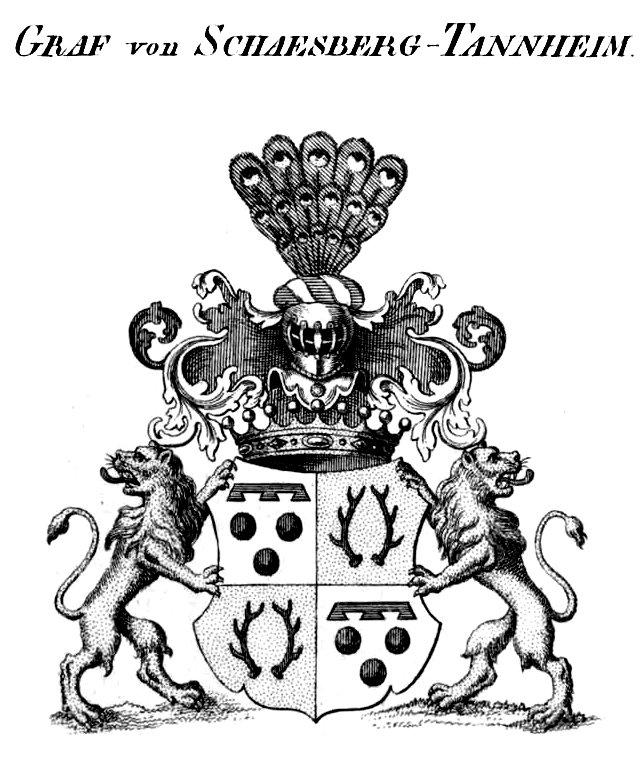
Graf von Schaesberg-Tannheim in Tyroffs Wappenbuch

Nach dem Wappen scheint die Familie mit denen von Dobbelstein denselben Ursprung zu haben.

### Personen

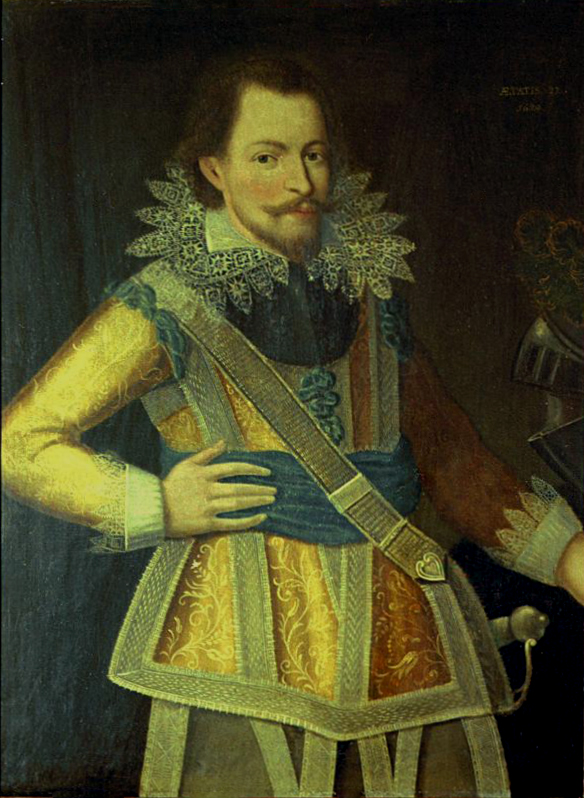
Freiherr Johann Friedrich von Schaesberg (1598–1671), Landhofmeister des Herzogtums Jülich

Walram (1335) und Wilhelm I. führten sowohl den Namen Schaesberg oder Schafsberg und Retersbeck. Erst Wilhelm II. von Rettersbeck benannte sich 1420 als Schaesberg.
- Wilhelm II. von Retersbeck (1420 genannt von Schaesberg)
- Friedrich I. von Schaesberg (gnt 1453–1472)
- Wilhelm IV. von Schaesberg (1534 zuletzt gnt)
- Jorrys von Schaesberg († 17. Mai 1562)
- Johann von Schaesberg († 28. Juni 1579)
- Friedrich II. von Schaesberg († 21. Juni 1619)
- Johann Friedrich Freiherr von Schaesberg (* 21. Dezember 1598; † 17. Februar 1671), Landhofmeister des Herzogtums Jülich, Erwerber des Stammschlosses Krickenbeck
- Wolfgang Wilhelm von Schaesberg (* 9. Juni 1633; † 29. September 1691)
- Johann Friedrich II Wilhelm von Schaesberg (* 1663 oder 1664; † 18. August 1723 in Düsseldorf)
- Johann Sigismund von Schaesberg (* März 1666; † 21. September 1718)
- Johann Wilhelm von Schaesberg (* 22. November 1696; † 5. November 1768)
- Johann Friedrich von Schaesberg (10. Juni 1705; † 5. September 1775)
- August Joseph Maria von Schaesberg (* 24. Oktober 1730; † 9. Februar 1801 in Düsseldorf)
- Franz Ferdinand von Schaesberg (8. Januar 1733; † 31. August 1759 in Düsseldorf)
- Karl Franz von Schaesberg (27. Mai 1734; † 25. Januar 1800)
- Richard Martin Maria von Schaesberg (* 14. Juli 1778 auf Schloss Krickenbeck; † 24. März 1856 in Kirchhellen)
- Rudolf von Schaesberg (1816–1881), deutscher Rittergutsbesitzer und Verwaltungsbeamter
- Richard von Schaesberg-Tannheim (1884–1953), deutscher Vielseitigkeitsreiter
- Heinrich Wilhelm Viktor Walter Hubertus Maria Graf von Schaesberg-Thannheim (* 12. Februar 1922 in Berlin; † 22. Januar 1996 in Tannheim)
- Johannes Friedrich Walter Alfred Josef Maria Graf von Schaesberg (* 22. Oktober 1960 in München)

## Hausarchiv
Das Archiv der Grafen von Schaesberg hat eine bewegte Geschichte. 1671 wurde es von Schaesberg (NL) nach Maastricht geflüchtet, um 1786 nach Düsseldorf verbracht, wenige Jahre später nach Münster geflüchtet, 1804 nach Tannheim (Württemberg) überführt. 1943 wurden weitere Archivalien von Schloss Krickenbeck nach Tannheim verbracht. 1961 schloss Graf Josef einen Depositalvertrag mit dem Landkreis Kempen-Krefeld und übergab sein Archiv zur Verwahrung im Kreisarchiv, heute Kreisarchiv Viersen. 1979 wurden dort Unterlagen aus der Verwaltung des Reichsstifts Ochsenhausen ausgesondert und von Graf Schaesberg als Depositum an die Gemeinde Tannheim übergeben. Der größte Teil des Hausarchivs befindet sich heute weiterhin im Kreisarchiv Viersen. Er ist erschlossen und gliedert sich in die Archivteile Tannheim und Krickenbeck. Der Archivteil Tannheim ist online im Archivportal NRW recherchierbar.

## Weblinks

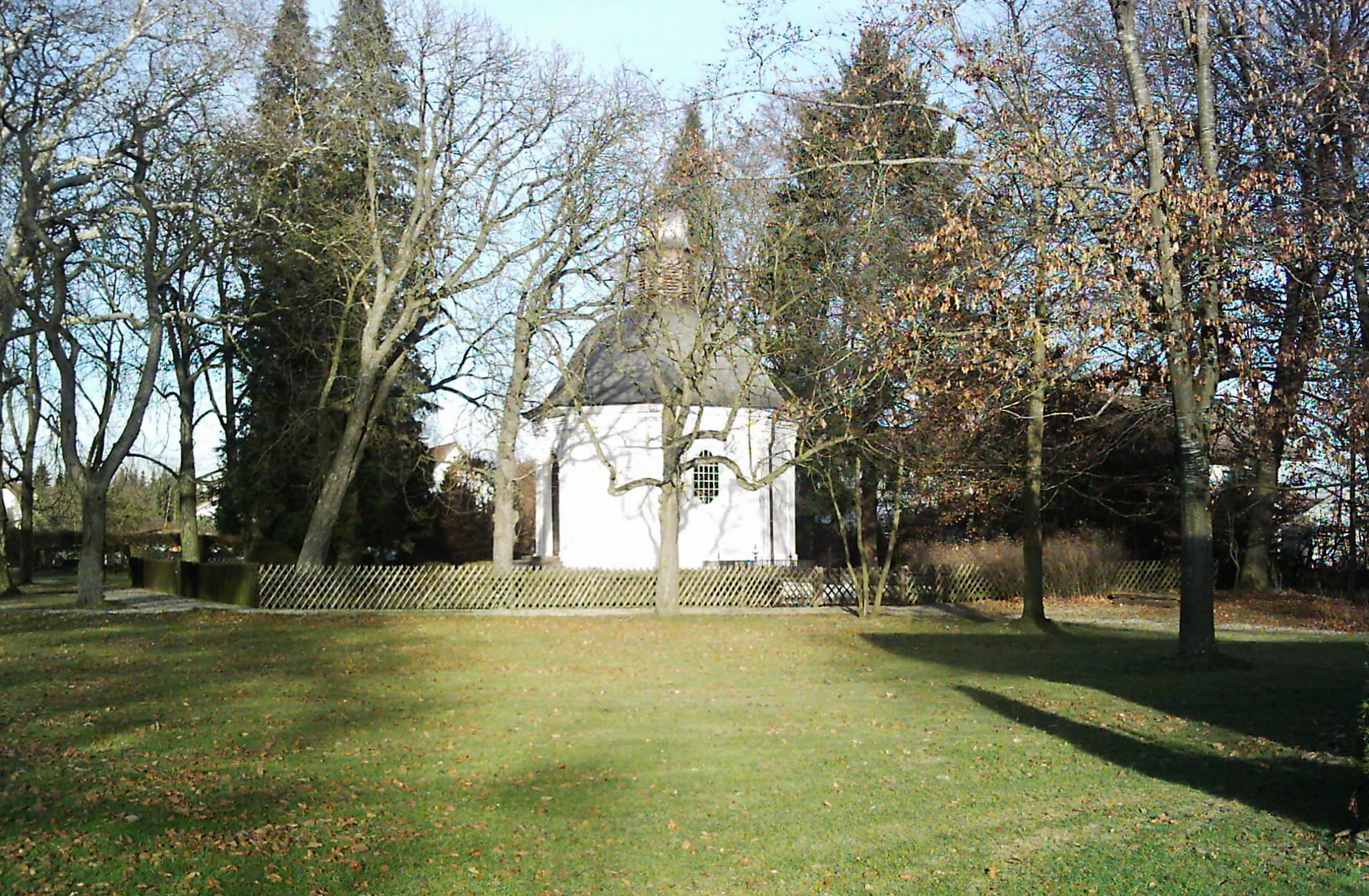
von Schaesberg’sche Familiengruft im Rehgarten zu Tannheim